# Liberty (tkanina)
Liberty – jedwabny atłas o intensywnym połysku, używany na abażury, podszewki, suknie, wstążki.